# Licenciado Gustavo Díaz Ordaz, Chiapas
Licenciado Gustavo Díaz Ordaz är en ort i Mexiko.   Den ligger i kommunen Palenque och delstaten Chiapas, i den sydöstra delen av landet, 800 km öster om huvudstaden Mexico City. Licenciado Gustavo Díaz Ordaz ligger 153 meter över havet och antalet invånare är 493.
Terrängen runt Licenciado Gustavo Díaz Ordaz är kuperad västerut, men österut är den platt. Terrängen runt Licenciado Gustavo Díaz Ordaz sluttar norrut. Runt Licenciado Gustavo Díaz Ordaz är det ganska glesbefolkat, med 32 invånare per kvadratkilometer. Närmaste större samhälle är Doctor Samuel León Brindis, 17,4 km väster om Licenciado Gustavo Díaz Ordaz. I omgivningarna runt Licenciado Gustavo Díaz Ordaz växer i huvudsak städsegrön lövskog.